# SadSvit
Богдан Розвадовский (укр. Богдан Розвадовський), более известный как SadSvit (1 мая 2004, Ивано-Франковск, Ивано-Франковская область, Украина) — украинский синти-поп и альт-поп исполнитель, композитор и автор песен. Дискография артиста насчитывает четыре альбома — «Cassette», «20&21», «Неонова мрія», «Цвiт магнолiї», а также два мини-альбома «Суматоха» и «Холод» совместно с Sad Novelist.

## Происхождение названия
Псевдоним артиста SadSvit состоит из двух слов: первое слово англ. Sad — грустный; второе слово, Svit, является транслитерацией укр. Світ — мир.

## Жизнь и творчество
Родился 1 мая 2004 года в Ивано-Франковске. Учится в Прикарпатском национальном университете имени Василия Стефаника на юридическом факультете. Музыкой увлекался с раннего детства. В 13 лет у Богдана появился ноутбук и он начал овладевать программами для создания музыки, музыкального образования Богдан не имеет, но играет на гитаре. Сначала был битмейкером и делал биты по заказу, но впоследствии осознал, что хочет творить собственную музыку.
В 2019 году сотрудничал с «Хтось із Заходу» и впоследствии записали общую песню «Мій Вимір». Путь сольного артиста Богдан начал в 2020 году, 4 апреля вышел первый трек на SoundCloud «Разбитые мечты». Первой украиноязычной была песня «Не забувай» того же года, именно с неё Богдан начал свой путь как SadSvit.
Первый миниальбом SadSvit «Суматоха» вышел 4 декабря 2020 года на русском языке.
30 декабря 2020 года вышел следующий миниальбом «Холод» записан совместно с SadNovelist.
13 декабря 2021 года вышел первый студийный альбом Cassette с треком «Молодість», который стал очень популярным в TikTok. С «Молодістю» SadSvit получил 7 место в рейтинге Топ-50 трендов Украины на Spotify и 95 место в чарте Ukraine Top 100 на Spotify.
16 декабря 2021 года вышел второй студийный альбом «20&21».
18 апреля 2022 года полк «Азов» распространил видео о буднях бойцов, защищающих город Мариуполь, использовав песню «Касета» в качестве фоновой музыки. Впоследствии его распространили популярные Telegram-каналы и вскоре песня возглавила чарты Spotify Viral 50 и Shazam Top 200 .
28 октября 2022 года вышел общий с Структура Щастя (STRUKTURA SHCHASTIA) сингл «Силуети» который возглавлял топ-чарты более месяца с первых дней релиза.
17 февраля 2023 года вышел третий студийный альбом «Неонова мрія».

## Дискография

### Студийные альбомы
- « Cassette » (2021)
- « 20&21 » (2021)
- « Неонова мрія » (2023)
- «Цвiт магнолiї» (2024)

### Мини-альбомы
- « Суматоха » (2020)
- « Холод » (2020) (совместно с Sad Novelist)

### Синглы
- «Разбитые мечты» (2020)
- «Не забувай» (2020)
- «Тільки як назвати» (2020) (Досі не придумав)
- «Світло» (2021)
- «Тління» (2021)
- «Наосліп» (2021)
- «Всупереч» (2021)
- «Касета» (2021)
- «Вдома не буду» (2021)
- «Молодість» (2021)
- «Літо» (2021)
- «Прощавай» (2021)
- «Двоє» (2022)
- «Небо» (2022)
- «Персонажі» (2022)
- «Світанок» (2022)
- «Додому» (2022) (за участием Джозерс и Sad Novelist)
- «Квартали» (2022) (за участием Мія Рамарі)
- «Страдча» (2022) (за участием Лея)
- «Останній день» (2022)
- «Повертайся живим» (2022) (за участием Morphom)
- «Була весна» (2022) (за участием Паліндром)
- «Силуети» (2022) (за участием «Структура щастя»)
- «Твоя душа» (2023) (за участием ARCHEZ)
- «Пам’ятай свій дім» (2023)
- «Дотики» (2023) (за участием «Golubenko»)
- «Квіти» (2023)
- «Автомагістралі» (2023) (за участием «Lely45»)
- «Персонажі (Live)» (2023)[16]
- «Луги» (2024) (за участием «Do Sliz»)[17]
- «Напевно ти» (2024)[18]
- «Той хто пiсню грав» (2024)[19]
- «Напевно ти» (2024)
- «Що якщо» (2024) (за участием «Do Sliz»)
- «Твій промінь» (2024)
- «Ми» (2025) (за участием Тіна Кароль)

## Видеоклипы
Статические данные приведены по состоянию на 05 июня 2023 года
| № | Клип                                    | Год  | Количество просмотров |
| - | --------------------------------------- | ---- | --------------------- |
| 1 | Світанок                                | 2022 | 482 000               |
| 2 | Небо                                    | 2022 | 2 254 000             |
| 3 | Силуети (совместно с Структура Щастя)   | 2022 | 15 500 000            |
| 4 | Страдча (совместно с Лея)               | 2022 | 177 000               |
| 5 | Твоя душа (совместно с ARCHEZ)          | 2023 | 254 000               |
| 6 | Пам’ятай свій дім                       | 2023 | 308 000               |
| 7 | Естафета страждань (совместно с Апатія) | 2025 | 7 400                 |